# یوسف العانی
یوسف اسماعیل العانی (۱ ژوئیه ۱۹۲۷- ۱۰ اکتبر ۲۰۱۶)بازیگر تئاتر و کارگردان برجستهٔ عراقی بود. او به «هنرمند مردمی» (به عربی:فنان الشعب) لقب گرفت، پس از اشغال عراق در سال ۲۰۰۳ به امان مهاجرت کرد. العانی از بنیانگذاران گروه تئاتر هنر مدرن در سال ۱۹۵۲ شمرده می‌شود که به بازسازی هنر نمایش عراقی انجامید.